# Џеби Матер
Џеби Матер (малајал. ജെബി മേത്തർ, енгл. Jebi Mather) је политичарка и друштвени активиста из Керале, Индије. Она је данас члан у Скупштини Индијских Држава, у горњем делу дома парламента. Она је и председница Махила Конгреса Керале, који је регионална верзија Свеиндијског Махила Конгреса. Она учествује као комитетски члан партије Индијског Националног Конгреса.